# Cécile Lazzarotto
Cécile Lazzarotto (ur. 7 kwietnia 1985) – francuska kolarka BMX, brązowa medalistka mistrzostw świata.

## Kariera
Największy sukces w karierze Cécile Lazzarotto osiągnęła w 2006 roku, kiedy zdobyła brązowy medal w konkurencji elite podczas mistrzostw świata w São Paulo. W zawodach tych wyprzedziły ją jedynie Holenderka Willy Kanis oraz María Gabriela Díaz z Argentyny. Był to jedyny medal wywalczony przez Lazzarotto na międzynarodowej imprezie tej rangi. Na tych samych mistrzostwach zajęła także siódmą pozycję w cruiserze. Nie brała udziału w igrzyskach olimpijskich.